# Edgardo Abdala
Edgardo Abdala (* 1. Juli 1978 in Monte Aguila) ist ein ehemaliger chilenisch-palästinensischer Fußballspieler. Der Mittelfeldspieler war palästinensischer Nationalspieler.

## Karriere

### Verein
Er begann seine Karriere bei Fernández Vial in der chilenischen Primera B. 2004 wechselte er zum CD Palestino in die Primera División. Nach einem halben Jahr ging er zu Naval, wo er schon im August 2004 nach einem positiven Dopingtest für sechs Monate gesperrt wurde. Danach stand er bei Unión San Felipe unter Vertrag. 2006 wechselte er zu Deportivo Ñublense. Mit dem Klub wurde er Erster der Hauptrunde der Apertura 2008, wodurch man sich für die Copa Sudamericana 2008 qualifizierte, allerdings gleich gegen den ersten Gegner ausschied. 2009 ging er zu Huachipato und 2011 zu Santiago Morning. 2012 wechselte er zu seinem alten Verein Fernández Vial, wo er seine Laufbahn beendete.

### Nationalmannschaft
Abdala wurde zwischen 2002 und 2007 insgesamt 18-mal in die palästinensische Nationalmannschaft berufen.